# Hedychium larsenii
Hedychium larsenii är en enhjärtbladig växtart som beskrevs av M.Dan och C.Sathish Kumar. Hedychium larsenii ingår i släktet Hedychium och familjen Zingiberaceae. Inga underarter finns listade i Catalogue of Life.